# Rolandwerft RW 850
Der Containerschiffstyp RW 850 der Detlef Hegemann Rolandwerft in Berne wurde von 2005 bis 2009 in einer Serie von 19 Einheiten gebaut.

## Geschichte

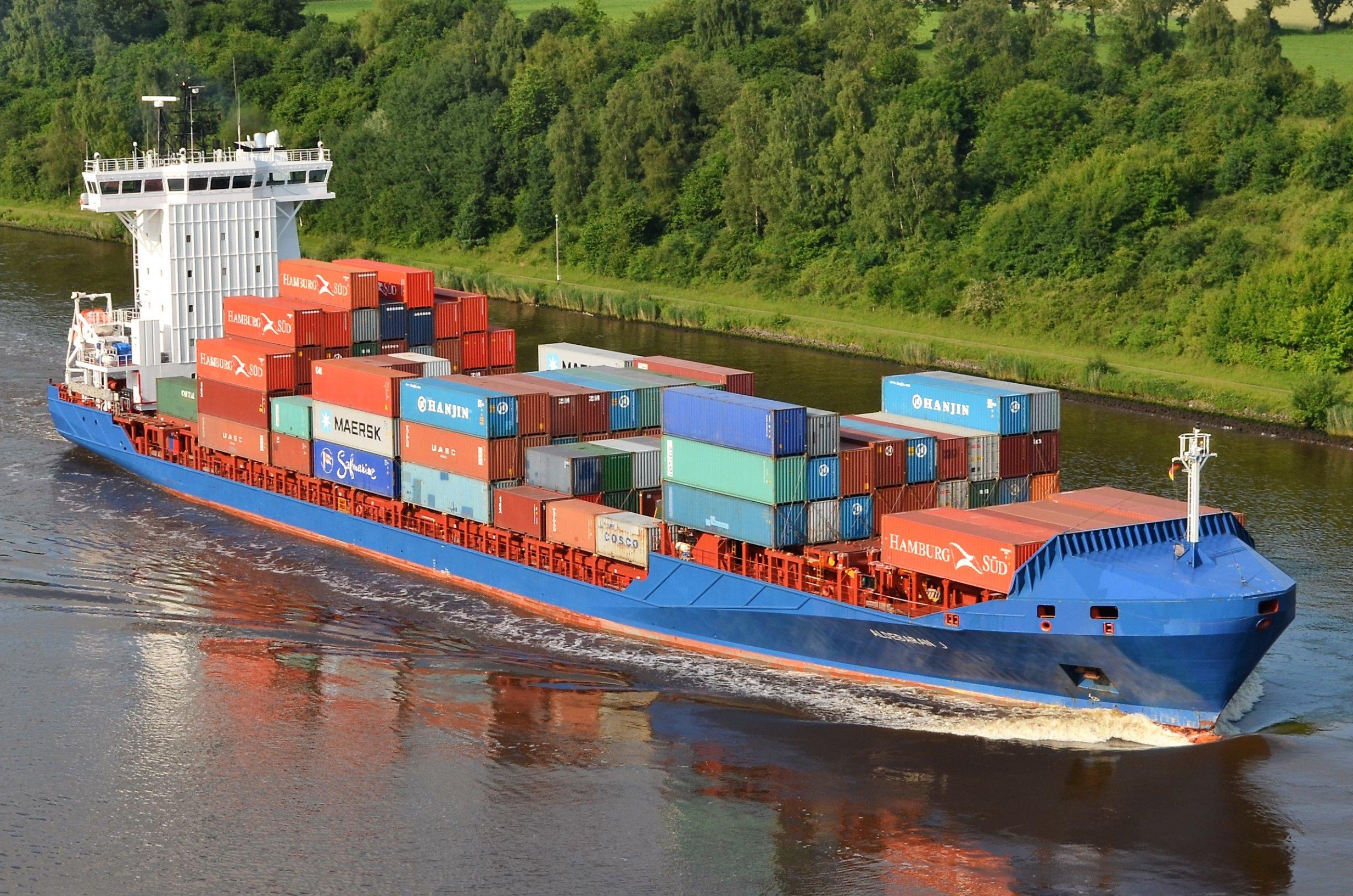
Die Aldebaran J 2012 im Nord-Ostsee-Kanal

Der Schiffstyp ist eine Weiterentwicklung der beiden kleineren Werfttypen RW 700 und RW 750. Er wurde 2004 von sechs deutschen Reedereien in 19 Einheiten in Auftrag gegeben. Das erste Schiff wurde am 24. März 2006 abgeliefert. Obwohl zwischenzeitlich sogar weitere Schiffe im Auftragsbuch der Werft standen, blieb es beim Bau von 19 Schiffen des Typs (Stand Juni 2013).
Der Schiffstyp RW 850 ist 2,80 Meter breiter als die Vorgängertypen RW 700 und RW 750. Die Schiffe mit achtern angeordnetem Deckshaus sind als Feederschiffe, vorwiegend für den europäischen Containertransport ausgelegt, werden aber auch in anderen Regionen eingesetzt. Die Kapazität beträgt 974 TEU, von denen 218 TEU in den drei Laderäumen und weitere 756 an Deck gestaut werden können. Der Schiffstyp ist sowohl im Laderaum und an Deck für den Transport unterschiedlicher Containergrößen, wie 20-, 30-, 40- oder 45-Fuß-Container ausgerüstet. Darüber hinaus können gefährliche Güter und von Kühlcontainer befördert werden. Für letztere sind 170 Anschlüsse vorhanden. Ein Teil der Schiffe verfügt über eine hohe Eisklasse und einige Einheiten sind mit zwei an Backbordseite angebrachten, elektrohydraulischen Schiffskränen mit jeweils 45 Tonnen Kapazität ausgestattet.
Der Antrieb der Schiffe besteht aus einem von Caterpillar Motoren Rostock gebauten Viertakt-Dieselmotor des Typs MaK 9 M43C mit einer Leistung von rund 8000 kW (spätere Einheiten 8400 kW). Der Motor wirkt auf einen Verstellpropeller und ermöglicht eine Geschwindigkeit von etwa 18 Knoten. Zur Stromerzeugung dienen ein Wellengenerator mit 1495 kVA und zwei Hilfsdieselgeneratoren 2 × 730 kVA (bzw. 2 × 546 kVA) und ein Hafen/Notgenerator mit 546 kVA. Die An- und Ablegemanöver werden durch ein Bugstrahlruder unterstützt.
Für die Unterbringung der bis zu 19-köpfigen Besatzung sind Einzelkammern vorhanden.

## Die Schiffe
| Rolandwerft RW 850                               | Rolandwerft RW 850 | Rolandwerft RW 850 | Rolandwerft RW 850                | Rolandwerft RW 850                                 | Rolandwerft RW 850                                                                                    |
| Bauname                                          | Baunummer          | IMO- Nummer        | Kiellegung Stapellauf Ablieferung | Auftraggeber                                       | Umbenennungen und Verbleib                                                                            |
| ------------------------------------------------ | ------------------ | ------------------ | --------------------------------- | -------------------------------------------------- | --- |
| Diana J                                          | 229                | 9344239            | 29.07.2005 06.01.2006 24.03.2006  | Jüngerhans, Haren/Ems                              | 2006 Katherine Borchard → 2007 Gracechurch Star → 2009 BG Felixstowe → 2010 Diana J, so 2023 in Fahrt |
| Deneb J                                          | 230                | 9344241            | 28.10.2005 17.03.2006 02.06.2006  | Jüngerhans, Haren/Ems                              | 2006 Rachel Borchard → 2007 Gracechurch Crown → 2009 Deneb J → 2021 Deneb, so 2023 in Fahrt           |
| Aldebaran J                                      | 231                | 9349186            | 13.02.2006 30.05.2006 10.08.2006  | Jüngerhans, Haren/Ems                              | abgeliefert als Ruth Borchard → 2007 Gracechurch Jupiter → 2009 Aldebaran J, so 2023 in Fahrt         |
| Andromeda J                                      | 232                | 9355422            | 23.03.2006 03.08.2006 18.10.2006  | Jüngerhans, Haren/Ems                              | so 2023 in Fahrt                                                                                      |
| Pegasus J                                        | 234                | 9355434            | 30.05.2006 10.10.2006 14.12.2006  | Jüngerhans, Haren/Ems                              | abgeliefert als Lucy Borchard → 2007 Gracechurch Planet → 2008 Pegasus J, so 2023 in Fahrt            |
| Norma J                                          | 235                | 9355446            | 09.08.2006 12.12.2006 01.03.2007  | Jüngerhans, Haren/Ems                              | 2010 BG Ireland, so 2023 in Fahrt                                                                     |
| Pavo J                                           | 236                | 9355458            | 11.10.2006 01.03.2007 24.04.2007  | Jüngerhans, Haren/Ems                              | abgeliefert als Gracechurch Harp → 2007 Sebas → 2008 Gracechurch Harp → 2009 Pavo J, so 2023 in Fahrt |
| Spica J                                          | 237                | 9355460            | 01.12.2006 25.04.2007 01.07.2007  | Jüngerhans, Haren/Ems                              | 2007 C2C Spica → 2009 Spica J, so 2023 in Fahrt                                                       |
| Tucana J                                         | 238                | 9355472            | 06.02.2007 26.06.2007 22.08.2007  | Jüngerhans, Haren/Ems                              | 2021 Tucana, so 2023 in Fahrt                                                                         |
| CFS Paradero                                     | 239                | 9368998            | 12.04.2007 30.08.2007 25.10.2007  | Harren & Partner, Bremen                           | 2013 Paradeo, so 2023 in Fahrt                                                                        |
| Elbcarrier                                       | 240                | 9388510            | 12.06.2007 25.10.2007 19.12.2007  | Elbdeich Bereederungsgesellschaft, Drochtersen     | so 2023 in Fahrt                                                                                      |
| Iris Bolten                                      | 241                | 9369007            | 05.09.2007 08.01.2008 17.03.2008  | Aug. Bolten Wm. Miller’s Nachfolger, Hamburg       | 2018 Elbstrom, so 2023 in Fahrt                                                                       |
| Elbfeeder                                        | 242                | 9388522            | 05.11.2007 11.03.2008 09.05.2008  | Elbdeich Bereederungsgesellschaft, Drochtersen     | so 2023 in Fahrt                                                                                      |
| K-Breeze                                         | 243                | 9389423            | 20.12.2007 06.05.2008 18.07.2008  | K + K Schiffahrtsgesellschaft (Knüppel und Krüger) | so 2023 in Fahrt                                                                                      |
| K-Storm                                          | 244                | 9389435            | 27.03.2008 03.07.2008 14.11.2008  | K + K Schiffahrtsgesellschaft (Knüppel und Krüger) | 2009 Seaboard Caribe → 2013 K-Storm, so 2023 in Fahrt                                                 |
| Elbtrader                                        | 245                | 9388534            | 24.04.2008 28.08.2008 19.12.2008  | Elbdeich Bereederungsgesellschaft, Drochtersen     | so 2023 in Fahrt                                                                                      |
| Jana                                             | 246                | 9395551            | 24.07.2008 05.11.2008 12.02.2009  | Jürgen Ohle, Drochtersen                           | 2015 Seaboard Patriot, so 2023 in Fahrt                                                               |
| Mare                                             | 247                | 9395563            | 04.09.2008 27.01.2009 01.04.2009  | Jürgen Ohle, Drochtersen                           | 2012 Seaboard Atlantic → 2023 Elbrunner, so 2023 in Fahrt                                             |
| Tina Bolten                                      | 248                | 9395575            | 04.12.2008 03.04.2009 02.07.2009  | Aug. Bolten Wm. Miller’s Nachfolger, Hamburg       | 2009 Ines Bolten → 2011 BG Rotterdam → 2019 CT Rotterdam, so 2023 in Fahrt                            |
| Daten: Equasis, grosstonnage, Miramar Ship Index |                    |                    |                                   |                                                    | |